# Pilar Barril i Fuster
Pilar Barril (Barcelona, 10 d'octubre de 1931 – 30 de setembre de 2011) va ser una jugadora de tennis que estigué en actiu durant les dècades de 1950 i 1960. A dia d’avui, es la tennista que més vegades ha guanyat el Campionat de Catalunya Absolut amb 11 títols. Ella i Pepa Riba van ser les primeres dones espanyoles a jugar tornejos de tennis internacionals després de la Segona Guerra Mundial.

## Carrera
L'afició li va venir dels seus pares, que la van apuntar al Reial Club de Tennis del Turó, a Barcelona. Campiona d'Espanya nou vegades en la prova d'individuals, va ser la primera dona espanyola a assolir els quarts de final del Torneig de Roland Garros després de Lilí Álvarez. Va ser pionera i va jugar regularment en una època en què el tennis femení no era popular a Espanya. Després de guanyar el seu primer títol nacional el 1952, Pilar Barril va començar a participar en tornejos internacionals, on va obtenir també bons resultats.
Va jugar en el Campionat Nacional en vint-i-una ocasions, entre 1948 i 1971, en seixanta-tres partits individuals, dels quals va guanyar en cinquanta-un; en cinquanta-un de dobles, amb quaranta victòries; i en cinquanta-tres en mixtos, dels quals en va guanyar trenta-cinc.
En total va aconseguir onze cops el Campionat de Catalunya Absolut, vint-i-un títols de campiona d'Espanya, nou en individuals, deu en dobles i dos en mixtos. Amb la seva companya habitual, Alicia Guri, va vèncer en vuit ocasions. A l'estranger va exhibir el seu joc a Roland Garros, on va arribar a quarts de final, i amb triomfs absoluts a Evian (França), Oslo (Noruega), Ingolstadt i Nuremberg (Alemanya). També va triomfar en un Torneig Comte de Godó, i nou vegades en el trofeu Pedro Casas.
Cap altre jugador ni jugadora espanyola no arribaria a quarts de final en un Grand Slam fins a Arantxa Sánchez Vicario el 1987.nya de Tenn
L'any 1954 l'Ajuntament de Barcelona va concedir a Pilar Barril i Alicia Guri la Medalla de la Ciutat al Mèrit Esportiu de plata pel seu triomf al Campionat d'Espanya de Tenis els anys 1951 i 1953, en la modalitat de dobles.

## Finals

### Singles (5–7)
| Resultat   | No. | Data                   | Torneig                        | Superfície   | Adversari           | Puntuació     |
| ---------- | --- | ---------------------- | ------------------------------ | ------------ | ------------------- | ------------- |
| Finalista  | 1.  | 29 d'agost de 1954     | S'Agaró Internacional, Espanya | Terra batuda | María Josefa Riba   | 4–6, 2–6      |
| Finalista  | 2.  | 26 de desembre de 1954 | Barcelona, Espanya             | Terra batuda | Christiane Mercelis | 3–6, 3–6      |
| Finalista  | 3.  | 6 de juny de 1960      | Barcelona, Espanya             | Terra batuda | Heather Segal       | 1–6, 1–6      |
| Guanyadora | 4.  | 2 de gener de 1961     | València, Espanya              | Terra batuda | Lucia Bassi         | 6–0, 6–4      |
| Finalista  | 5.  | 30 de juliol de 1961   | Evian, França                  | Terra batuda | Rosie Darmon        | 2–6, 5–7      |
| Guanyadora | 6.  | 10 de juny de 1962     | Barcelona, Espanya             | Terra batuda | Mary Hawton         | 6–2, 2–6, 7–5 |
| Finalista  | 7.  | 1 de gener de 1963     | València, Espanya              | Terra batuda | Carmen Coronado     | 2–6, 2–6      |
| Finalista  | 8.  | 9 d'octubre de 1963    | Sant Sebastià, Espanya         | Terra batuda | Mary Habicht        | 6–3, 4–6, 2–6 |
| Guanyadora | 9.  | 10 d'agost de 1964     | Lisboa, Portugal               | Terra batuda | Fay Toyne           | 6–2, 6–2      |
| Guanyadora | 10. | 4 d'octubre de 1964    | Barcelona, Espanya             | Terra batuda | Roberta Beltrame    | 6–4, 5–7, 6–4 |
| Finalista  | 11. | 15 de novembre de 1964 | Barcelona, Espanya             | Terra batuda | Fay Toyne           | 1–6, 1–6      |
| Guanyadora | 12. | 13 de novembre de 1966 | Barcelona, Espanya             | Terra batuda | María José Aubet    | 6–2, 6–4      |

### Dobles (2–5)
| Resultat   | No. | Data             | Torneig              | Superfície   | Parella            | Adversaris                                | Puntuació     |
| ---------- | --- | ---------------- | -------------------- | ------------ | ------------------ | ----------------------------------------- | ------------- |
| Finalista  | 1.  | octubre 1953     | Barcelona, Barcelona | Terra batuda | Alicia Guri        | María Josefa de Riba Isabel Maier         | 5–7, 1–6      |
| Finalista  | 2.  | 30 desembre 1956 | Barcelona, Espanya   | Terra batuda | Alicia Guri        | Edda Buding Ilse Buding                   | 3–6, 2–6      |
| Guanyadora | 3.  | 6 juny 1960      | Barcelona, Espanya   | Terra batuda | Carmen Coronado    | Alicia Guri Mercedes Solsona              | 6–1, 8–6      |
| Guanyadora | 4.  | 11 juny 1961     | Barcelona, Espanya   | Terra batuda | Carmen Coronado    | Ana María Estalella Peggy Templer         | 8–6, 6–0      |
| Finalista  | 5.  | 26 abril 1964    | Madrid, Espanya      | Terra batuda | Hedie Schildknecht | Ana María Estalella Marta Pombo de Pereda | 6–4, 2–6, 1–6 |
| Finalista  | 6.  | 7 juny 1964      | Barcelona, Espanya   | Terra batuda | Elena Subirats     | Carmen Coronado Ana María Estalella       | 2–6, 4–6      |
| Finalista  | 7.  | 15 novembre 1964 | Barcelona, Espanya   | Terra batuda | Alicia Guri        | Carmen Coronado Fay Toyne                 | 3–6, 1–6      |

### Dobles mixtos (1–2)
| Resultat   | No. | Data          | Torneig                        | Superfície   | Soci             | Adversaris                           | Puntuació     |
| ---------- | --- | ------------- | ------------------------------ | ------------ | ---------------- | ------------------------------------ | ------------- |
| Finalista  | 1.  | 29 agost 1954 | S'Agaró Internacional, Espanya | Terra batuda | François Garnero | Emilio Martínez María Josefa de Riba | 2–6, 6–3, 4–6 |
| Guanyadora | 2.  | 1 gener 1956  | Valencia, Espanya              | Terra batuda | Antonio Maggi    | Edda Buding Cesare Guercilana        | 8–6, 6–0      |
| Finalista  | 3.  | 2 gener 1961  | Valencia, Espanya              | Terra batuda | José Luis Arilla | Ana María Estalella Antonio Martínez | 2–6, 6–2, 6–8 |

## Cronologia de tornejos individuals de Grand Slam
Llegenda: QF: Quarts de final; A: Absent
| Torneig          | 1953  | 1954  | 1955  | 1956  | 1957  | 1958  | 1959  | 1960  | 1961  | 1962  | 1963  | 1964  | 1965  | 1966  | Guanyats-Perduts |
| ---------------- | ----- | ----- | ----- | ----- | ----- | ----- | ----- | ----- | ----- | ----- | ----- | ----- | ----- | ----- | ---------------- |
| Austràlia        | A     | A     | A     | A     | A     | A     | A     | A     | A     | A     | A     | A     | A     | A     | 0 / 0            |
| França           | 1R    | 2R    | A     | 1R    | 3R    | 1R    | 2R    | 1R    | QF    | 2R    | A     | 1R    | 1R    | 3R    | 8 / 10           |
| Wimbledon        | A     | A     | A     | 2R    | 1R    | 2R    | 2R    | 2R    | 1R    | 2R    | A     | 2R    | 1R    | A     | 2 / 10           |
| Estats Units     | A     | A     | A     | A     | A     | A     | A     | A     | A     | 2R    | A     | A     | A     | A     | 1 / 1            |
| Guanyats-Perduts | 0 / 1 | 1 / 1 | 0 / 0 | 0 / 2 | 2 / 2 | 1 / 2 | 2 / 2 | 0 / 1 | 3 / 2 | 0 / 2 | 0 / 1 | 0 / 1 | 0 / 2 | 1 / 1 | 10 / 20          |